# 마리아 막달레나 (희곡)
《마리아 마그달레나》(독일어: Maria Magdalena)는 독일 작가 프리드리히 헤벨의 희곡이다. 헤벨은 도덕과 사회적인 체면을 중시하는 아버지와 정절을 잃은 딸 사이에 벌어지는 갈등을 통해서 시민계급의 경직된 도덕관념과 위선을 비판하고 있다. 여성과 남성, 부권과 딸, 개인과 사회처럼 끊임없이 갈등하는 이항 대립의 양상은 독자로 하여금 삶에 내재한 근원적인 비극성을 되짚어보게 한다.

## 작품 소개
＜마리아 마그달레나＞는 막달라 마리아를 제목으로 취하긴 했지만 헤벨의 이전 작품 ＜유디트＞나 ＜게노베바＞와는 다른 성격을 띄고 있다. 성경이나 전설이 아닌 일상생활에서 소재를 취한 것이다. 헤벨은 뮌헨에서 공부할 때 목수인 안톤 슈바르츠의 집에서 하숙을 했는데, 그 집 아들이 경찰에 잡혀가서 전 가족이 전전긍긍하는 것을 지켜보았다. 이 경험을 바탕으로 그는 (소)시민계급의 특성, 즉 전통적인 가부장적 관습과 관념을 고수하는 보수성 그리고 꼬인 상황에서 문제를 해결하지 못하는 무능 등으로부터 비극성이 나오는 시민 비극을 만들려는 구상을 한다. 헤벨은 실러와는 달리 계급 간의 대립이란 모티프를 버리고 (소)시민계급의 영역에 한정시키고 이 좁은 세계에 갇혀서 자신들의 문제를 타개하지 못하는 인간들로부터 비극성을 도출해 낸다. 헤벨이 소시민의 세계를 제대로 그려낸 데에는 그가 바로 그 세계에서 자란 사람이라는 사실이 적지 않게 작용했을 것이다. 그는 시야가 좁고 독선적인 도덕관을 가진 작은 마을을 잘 알았다. 그런 도덕관을 가진 사람은 설령 본성이 선할지라도 마이스터 안톤 같은 옹고집이 될 수 있다.
＜마리아 마그달레나＞도 시민 비극의 다른 대표작들처럼 부녀 관계를 축으로 한다. 목수 안톤은 여러 가지 장점을 가졌지만 소시민적 편협성이란 한계를 벗어나지 못하는 인물이다. 그가 가장 중요시하는 것은 집안의 명예와 체면이다. 가장으로서 그는 가족 가운데 누구라도 세상 사람들의 입방아에 오르내리는 것을 죽음보다 꺼린다. 딸이 자살한 뒤에도 그는 깨달음을 얻거나 후회하는 기색을 보이기는커녕 조금도 흔들리지 않는다. 모든 일은 아버지의 이름으로 행해진다. 가장에게 지배권을 인정하는 전통적인 가정 구조 때문에 딸이 도덕적 의무감에서 자살하는 극단적인 경우가 발생하는 것이다. 아버지가 가정을 지배하고 세상에 대해 아내와 자식들을 대표하며 전 가족의 명예를 책임지는 가정 구조가 어떤 결과를 초래하는지를 이 비극은 보여준다. 무슨 대가를 치르고서라도 집안의 명예를 지켜야 하고 절대로 불명예의 치욕을 당해서는 안 된다는 가장의 지나친 체면 의식이 비극의 원인이다. 안톤은 가족의 생각이나 양심, 또는 자식들이 어떤 어려움에 처해 있고 어떤 도움이 필요한지보다는 식구들의 시민적 명성에 더 큰 관심을 가진다. 안톤이 그 나름의 정당성을 가지고 행동한다는 것은 부인하기 어렵지만, 그는 자신의 좁은 테두리를 벗어나 역지사지하지 못한다. 이것이 비극적 파국을 초래하는 그의 한계이고, 헤벨은 이것을 설득력 있게 그린다. 사랑하는 딸의 자살이라는 비극적 사건이 발생했는데도 불구하고 끝까지 죄의식은 고사하고 내적인 동요조차 일으키지 않는 의연함을 견지하는 아버지의 태도에서 운명을 꿋꿋하게 견뎌내는 영웅적인 면모와 함께 자신의 잘못을 깨닫지 못하는 고루한 편협성의 징후가 보인다. 이 양자가 절묘하게 균형을 이루고 있다는 사실에 주목하면 작가의 의도를 읽어낼 수 있다. 1848년 3월혁명이 일어나기 이전 시기의 독일 사회에는 가정이 위기를 맞고 있다는 의식이 팽배해 있었다. 이런 사회 분위기 속에서 헤벨은 가정에 든든한 윤리적 토대를 마련해 줌으로써 이 사회 제도를 보존하기 위한 목적으로 시민계급의 돌처럼 굳어버린 도덕규범을 비판한다. 이로써 헤벨은 입센이나 하우프만의 자연주의적 테마를 선취한다.

## 서지 정보
- 윤도중 역, 2009년, 지식을만드는지식[깨진 링크(과거 내용 찾기)] ISBN 978-89-6406-358-3